# Marguerite de Labriffe
Marguerite de Labriffe est née et a été baptisée à Paris (église Saint-Nicolas-des-Champs), le  8 juillet 1680 et est morte à Paris, en en sa maison de l'enclos des Incurables, le 5 mai 1732.

## Biographie
Fille d’Arnaud II de Labriffe, marquis de Ferrières-en-Brie, procureur au parlement de Paris et de Marthe-Agnès Potier de Novion, elle épouse en grande pompe, le 22 février 1700, Louis Bossuet (1663-1742), neveu du célèbre prédicateur de la cour et membre du parlement de Metz.
Bavarde et volubile, soucieuse de son paraître, Madame Bossuet était beaucoup moins effacée que son époux et menait grand train à Paris. 
L’évêque de Meaux visitait souvent le couple et honora même de sa présence, en 1702, le château de la famille de Labriffe. 
Louis Bossuet et son épouse marièrent leur fille, Marguerite Bossuet (château de Germiny, 19 octobre 1702 - Paris, paroisse Saint-Sulpice, 25 octobre 1728), le 18 mai 1722 à Louis Antoine de La Roche, marquis de Rambures (1697-1755).
 L’année 1728 vit les morts prématurées de leur fille et de leur petite-fille, Françoise-Marguerite-Renée de La Roche de Rambures (1727-1728), bientôt suivies par celle de Madame Bossuet, qui avait contracté une maladie incurable. 
Louis Bossuet mena alors une vie reculée jusqu’au terme de son existence.

## Iconographie
On ne sait pas à quelle date le portrait de Madame Bossuet fut peint par Hyacinthe Rigaud. On sait cependant qu'il apparaît dans les copies réalisées en 1723 à la demande de la demi-sœur du modèle, la comtesse de Selles.